# Jundrov
Jundrov (niem. Jundorf) – miejska i katastralna części Brna, o powierzchni około 414,97 ha. Leży na terenie dwóch gminy katastralnych Brno-Jundrov i Brno-Kohoutovice.